# The Hot Potato
Pour plus de détails, voir Fiche technique et Distribution.
The Hot Potato est un film d'action britannique réalisé par Tim Lewinston, sorti en 2011.

## Fiche technique
- Titre original : The Hot Potato
- Réalisateur : Tim Lewinston
- Scénariste : Tim Lewinston
- Sociétés de production : uFilm, Wardour Pictures, Perpetual Media Capital, Novak Production.
- Producteurs : Jeremy Burdek, Sonita Gale, Nadia Khamlichi, Alan Latham et Adrian Politowski
- Sociétés de distribution : Cine-Britannia et uDream
- Musique du film : Guy Farley
- Directeur de la photographie : Ashley Rowe
- Montage : Ian Crafford
- Distribution des rôles : Jeremy Zimmermann
- Création des décors : Tim Hutchinson
- Direction artistique : Kurt Loyens et Nigel Pollock
- Création des costumes : Howard Burden
- Coordinateurs des cascades : Willem de Beukelaer et Gareth Milne
- Pays d'origine : Royaume-Uni
- Genre : Action

## Distribution
- Ray Winstone : Kenny
- Colm Meaney : Harry
- Jack Huston : Danny
- David Harewood : Harrison
- John Lynch : Bill
- Gaëtan Wenders : officier de douane français
- Philip Davis : sergent Ryan
- Derren Nesbitt : Fritz Meyer
- Jean-Louis Sbille : Ernst Koppel